# Arkansas Twister
Arkansas Twister in Magic Springs Theme and Water Park (Hot Springs, Arkansas, USA) ist eine Holzachterbahn des Herstellers Michael Black and Associates, die am 30. Mai 1992 eröffnet wurde. Von 1996 bis 1999 war die Bahn geschlossen. Ursprünglich wurde sie bereits 1978 in Boardwalk and Baseball als Florida Hurricane eröffnet, wurde dann aber am 17. Januar 1990 geschlossen. In Boardwalk and Baseball fuhr sie zwischendurch unter dem Namen Roaring Tiger und zum Schluss unter dem Namen Michael Jackson's Thrill Coaster. Es ist die einzige Achterbahn, die der Hersteller je gefertigt hat.
Boardwalk and Baseball verkaufte die Bahn an Magic Springs & Crystal Falls für 10.000 US-Dollar. Der Transport und die Neuerrichtung der Bahn trieben jedoch die Gesamtkosten auf 900.000 USD.
Die von Don Rosser entworfene, 1018 m lange Strecke besitzt ein Out-&-Back-Layout, erreicht eine Höhe von 29 m und besitzt eine 28 m hohe ersten Abfahrt.